# 8 Samodzielny Batalion Piechoty Zmotoryzowanej (Ukraina)
8 Samodzielny Batalion Piechoty Zmotoryzowanej „Podole” – batalion Wojsk Lądowych Sił Zbrojnych Ukrainy, podporządkowany 24 Berdyczowskiej Żelaznej Samodzielnej Brygadzie Zmechanizowanej. Jako batalion obrony terytorialnej brał udział w konflikcie na wschodniej Ukrainie. Batalion stacjonuje w obwodzie czerniowieckim.

## Wykorzystanie bojowe
1 lipca 2014 roku batalion trafił w rejon Berdiańska, w obwodzie zaporoskim, gdzie miał pomagać w ochronie granicy morskiej Ukrainy. 12 lipca jego żołnierze założyli obóz we wsi Myroniwka. 18 sierpnia jednego z żołnierzy Podola skazano za dezercję na dwa lata więzienia. 4 września do obwodu zaporoskiego dotarło czterdziestu ośmiu kolejnych żołnierzy batalionu. 1 listopada miał miejsce wypadek samochodowy, w którym jeden z żołnierzy batalionu zginął, a inny został ranny. W lutym 2015 roku batalion przeniesiono pod Melitopol, gdzie miał zastąpić w ochronie granicy z Krymem jednostki MSW. Żołnierze batalionu pełnili też służbę na jednym z punktów kontrolnych pod Ługańskiem.